# Port-Mort
Port-Mort – miejscowość i gmina we Francji, w regionie Normandia, w departamencie Eure. Przez miejscowość przepływa Sekwana. 
Według danych na rok 1990 gminę zamieszkiwało 839 osób, a gęstość zaludnienia wynosiła 69 osób/km² (wśród 1421 gmin Górnej Normandii Port-Mort plasuje się na 286 miejscu pod względem liczby ludności, natomiast pod względem powierzchni na miejscu 237).